# Ежен Дабі
Ежен Дабі (фр. Eugène Dabit; 21 вересня 1898, Париж — 21 серпня 1936, Севастополь) — французький письменник, член Асоціації революційних письменників і художників Франції.

## Біографія
Народився 21 вересня 1898 року в Парижі в робітничій родині. В 14 років залишив навчання і почав заробляти на життя. Був слюсарем, електриком, креслярем. У 1916 році пішов у армію і воював до кінця Першої світової війни. Після демобілізації в 1919 році пробував займатися живописом, але особливих успіхів не досяг.
З 1926 року звернувся до літератури, натхнений прикладом письменників Ж. Валлеса і Ш.-Л. Філіпа, чий життєвий досвід і творчість були йому близькі. Перший роман Дабі «Готель "Північ"» (1929) мав великий успіх і зустрів сприятливий прийом у критики, що сповістила про появу нового таланту (за цією книгою в 1938 році був знятий однойменний фільм кінорежисера М. Карне).
Письменника вважали багатообіцяючим романістом, він користувався підтримкою А. Жіда, Р. Мартен дю Гара, був активним учасником суспільного життя свого часу: в кінці 1932 року вступив до Асоціації революційних письменників і художників Франції, пізніше брав участь у створенні Міжнародної асоціації письменників на захист культури. В 1935 році був учасником Міжнародного конгресу письменників на захист культури.
В липні 1936 року спільно з А. Жідом і Л. Гійу відправився в поїздку по Радянському Союзу, під час якої 21 серпня помер в Севастополі від скарлатини.

## Творчість
- вірші: «Солдатом був я в двадцять років …» (1924, опубліковано в 1938 році);
- повість «Готель "Північ"» (1929);
- роман «Малюк Луї» (1930);
- роман «Вілла Оазис …» (1932);
- нарис «Паризькі передмістя» (1933);
- збірка оповідань «Острів» (1934);
- роман «Новопреставлений» (1934);
- роман «Зелена зона» (1935);
- збірка новел «Плин життя» (1936).
- «Інтимний щоденник» (виданий в 1939 році, посмертно).